# Dorothea af Slesvig-Holsten-Sønderborg
Dorothea af Slesvig-Holsten-Sønderborg (16. oktober 1569 – 5. juli 1593) var en dansk-tysk prinsesse, der var hertuginde af Liegnitz fra 1589 til 1593. Hun var datter af hertug Hans den Yngre af Slesvig-Holsten-Sønderborg og blev gift med hertug Frederik 4. af Liegnitz.

## Biografi
Dorothea blev født den 16. oktober 1569 i Kolding som det ældste barn af hertug Hans den Yngre af Slesvig-Holsten-Sønderborg i hans første ægteskab med Elisabeth af Braunschweig-Grubenhagen.
Hun blev gift den 23. november 1589 i Sønderborg med hertug Frederik 4. af Liegnitz. De fik to sønner, der begge døde samme dag, som de blev født.
Hertuginde Dorothea døde den 5. juli 1593 i Liegnitz.